# Culto a los animales

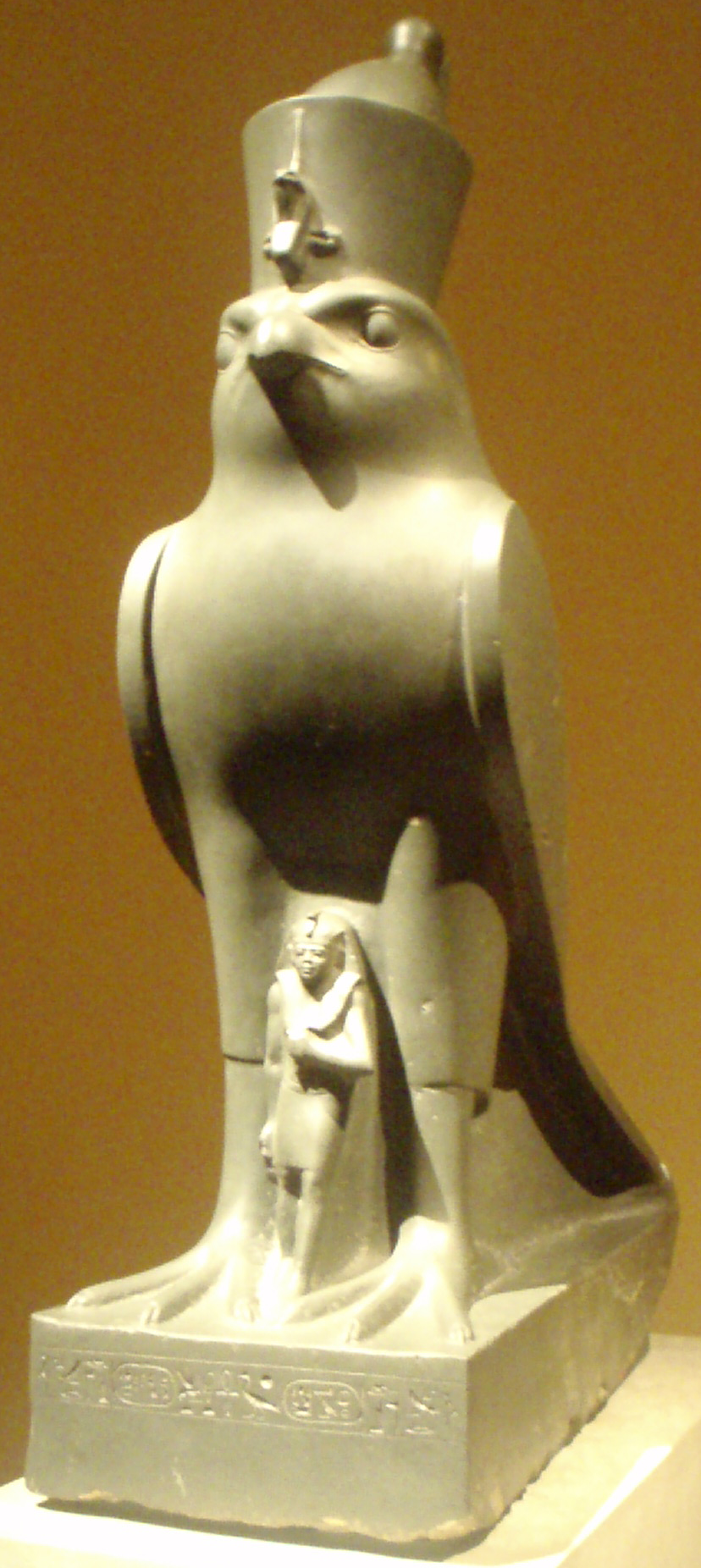
Dios halcón Horus protegiendo al faraón Nectanebo II.

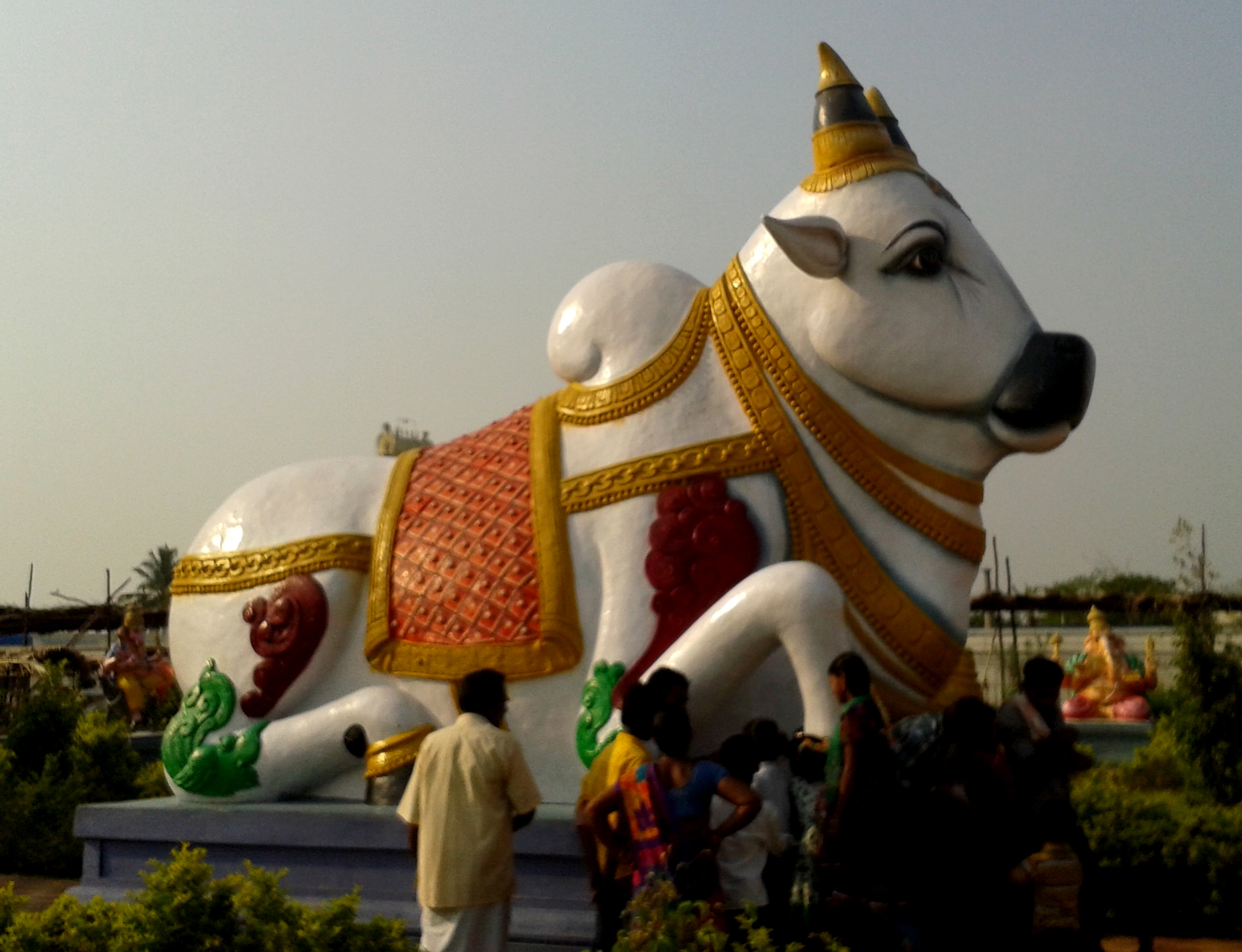
Estatua de un nandi en el Templo de Siva en Kanipakam.

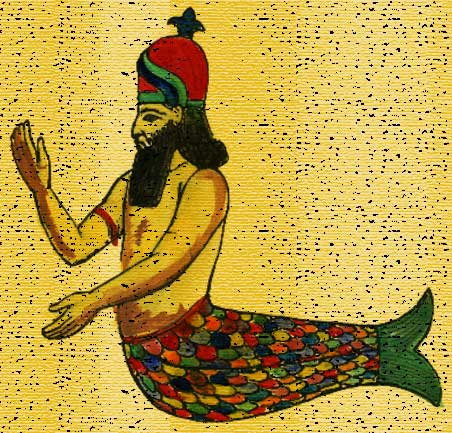
Dios-pez mesopotámico y cananita Dagón.

El culto a los animales o adoración a los animales (zoolatría) se refiere a los rituales que involucran animales, como la glorificación de deidades animales o el sacrificio de animales. Cuando una deidad es respetada o adorada por medio de un animal determinado, se forma un culto al animal.
Los animales sagrados pueden encontrarse en muchas culturas de todo el mundo. Son adorados porque en muchos casos son superiores al hombre en fuerza, coraje y astucia, en otros casos por su utilidad y en otros, quizá el motivo principal fue el miedo que causaban. Más tarde, el animal se convertiría en mediador de poderes sobrenaturales y sería considerado la encarnación de un alma o deidad implícita que lo hace sagrado. 
Los cultos animales pueden clasificarse según su forma externa o según su significado interno, que puede sufrir transformaciones.
El término zoolatría solo se debe utilizar cuando se venera a todos los animales de una misma especie, pero no sería el caso cuando se trata de veneración a unos animales concretos de una determinada especie.

## Historia
Diodoro Sículo explicaba el origen de la adoración a los animales al recordar el mito en el que los dioses griegos, amenazados por los gigantes, se escondían bajo la apariencia de animales. Los hombres, de forma natural, comenzaron a adorar a los animales bajo los que sus dioses se habían disfrazado y continuaron con ello, incluso después de que los dioses regresaran a su estado normal.
En 1906, Weissenborn sugirió que la adoración a los animales se debía a la curiosidad natural del hombre. El hombre primitivo observaría un animal que tendría un rasgo único y la inexplicabilidad de este rasgo atraería la curiosidad del hombre. Esta característica resultó de las observaciones del hombre primitivo sobre el rasgo distintivo y fue lo que llevó a su adoración. El hombre primitivo adoraba animales que tenían rasgos inimitables.
John Lubbock propuso que el culto a los animales se originó a partir de los nombres de cada familia. En las sociedades primitivas, las familias se nombraban a sí mismas y a sus hijos por los nombres de animales y de esa manera llegaron a mantener a ese animal por encima de otros. Con el tiempo, este parecer terminaría convirtiéndose en un profundo respeto y posteriormente evolucionaría hacia una desarrollada adoración hacia el animal familiar.
Esta creencia de que un animal es sagrado con frecuencia ha resultado en leyes que prohíben su consumo. Además de mantener que determinados animales son sagrados, algunas religiones también han adoptado la actitud opuesta, haciendo impuros a ciertos animales.
La idea de que una divinidad puede encarnarse a sí misma en un animal, como una deidad encarnada, y que luego vive en la tierra entre los seres humanos, no es considerada por las religiones abrahámicas. En las Asambleas de Dios independientes y en las Iglesias pentecostales, los animales tienen muy poca importancia religiosa. Los animales se han vuelto cada vez menos importantes y simbólicos en los rituales y la religión, especialmente entre las culturas africanas, a medida que el cristianismo y el islamismo se han ido extendiendo.

## Asignaciones generales

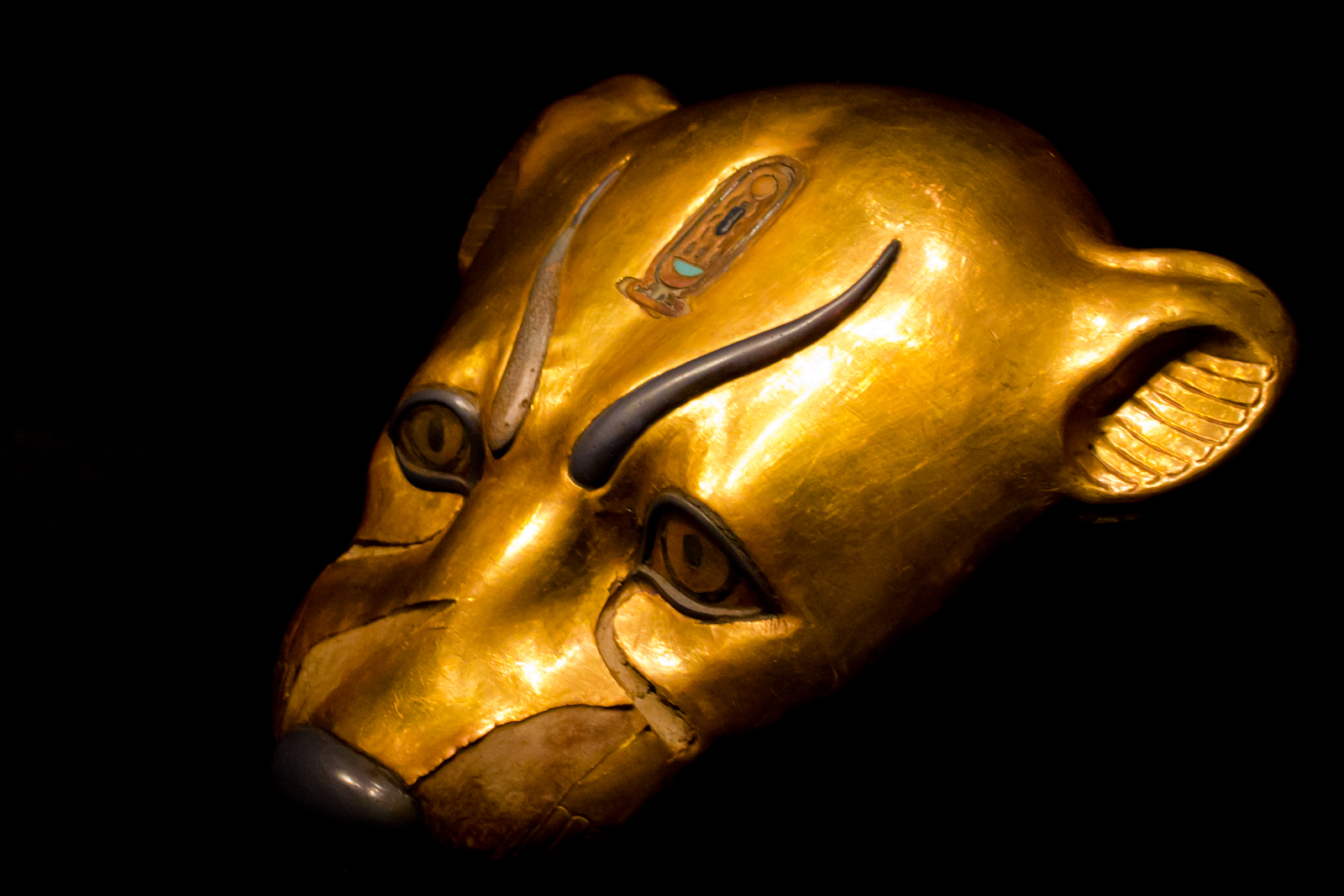
Cabeza de leopardo en la tumba de Tutankamón.

Determinados animales están asignados a las mismas áreas funcionales en casi todo el mundo; por un lado, los caninos, ligados por un lado a la muerte y al Más Allá, y por otro lado, al mito de la creación y la cultura, para ser considerados como ancestros del héroe humano y héroe cultural. 

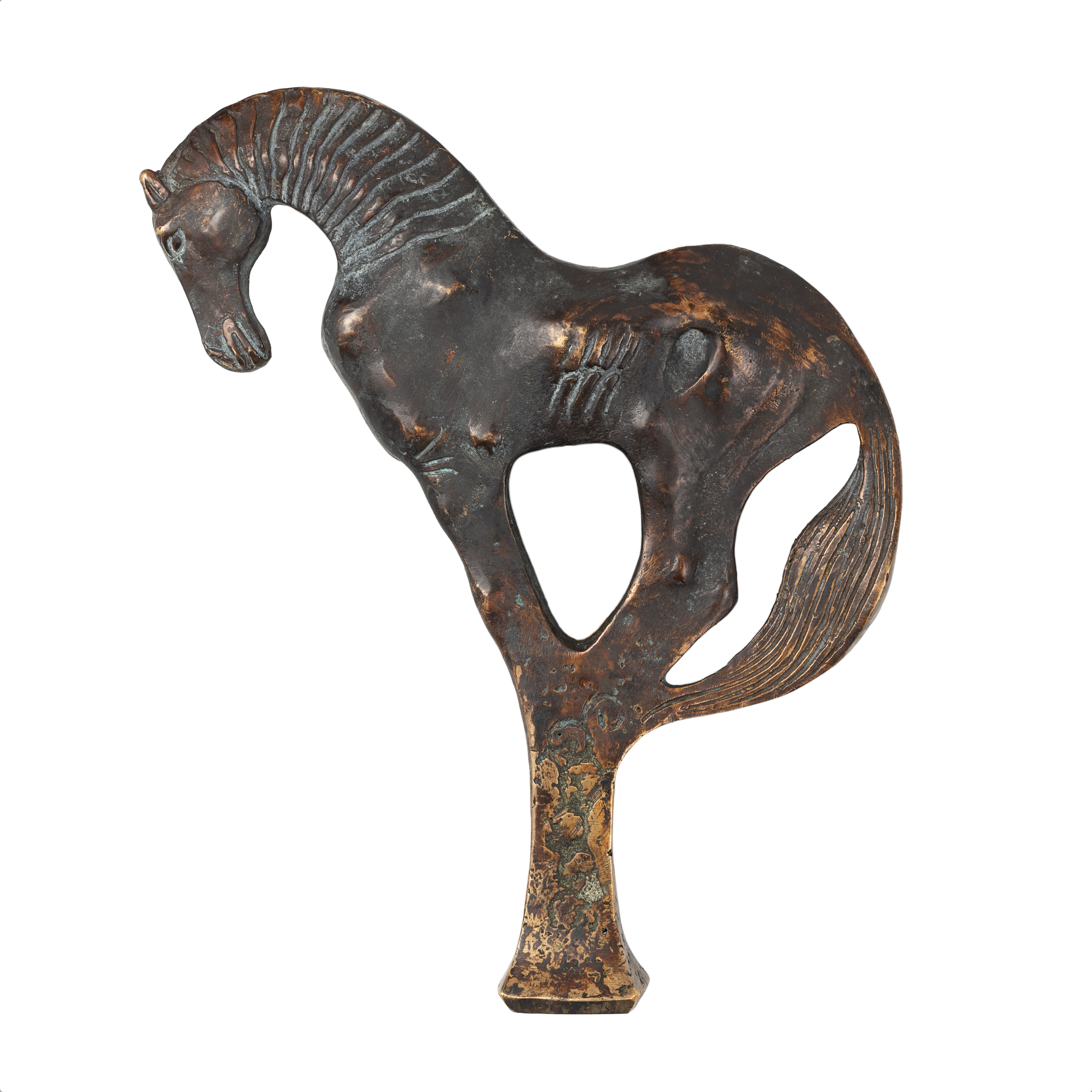
El remate ceremonial de bronce dorado, conocido como el Caballo de Fergana, data del -: un símbolo en forma de V de velocidad y victoria, y se utilizó en rituales dedicados al culto de los Caballos Celestiales.

Los felinos representan el poder y la soberanía, así como al dios del sol o de la noche y al reino de los muertos. El dragón y la serpiente están asociados con la fertilidad, la regeneración, la muerte y la inmortalidad. Animales nocturnos como el búho o el murciélago encarnan la noche y el reino de los muertos. Las aves son asignadas al cielo y están consideradas como mensajeras. El toro representa a lo divino en las culturas mediterráneas y del Oriente Medio, las fuerzas animales y de la sexualidad en el ser humano, la fertilidad y el poder. El caballo asume el papel de compañero de las almas y muertos, y es el animal de tiro del carro solar o que hace de montura de algunas deidades. El remate ceremonial de bronce dorado, conocido como el Caballo de Fergana, data del siglo IV-siglo I a. C.: un símbolo en forma de V de velocidad y victoria, y se utilizó en rituales dedicados al culto de los Caballos Celestiales. Es un ejemplo destacado del culto al caballo, reflejando la profunda reverencia que muchas culturas tenían por los caballos como animales sagrados. A menudo asociados con deidades o vistos como símbolos de poder y prestigio, los caballos desempeñaron un papel espiritual y práctico fundamental en las culturas nómadas euroasiáticas. Su importancia es evidente en varios rituales y sacrificios, subrayando su relevancia en estas sociedades.
Los perros, caballos y bueyes han desempeñado un papel especial como animales sacrificiales, que mediante el ritual correspondiente eran sacrificados, comidos o enterrados ceremonialmente. 
Ulrike Peters estima que según las características de los animales, como la fuerza, peligro, regeneración, acompañamiento de humanos de perros y caballos, con paralelismos en casi todo el mundo, refuerzan el culto a los animales, enfatizando su función o siendo evitados.
Ocasionalmente, el culto a los animales y antepasados se fusiona cuando se ve al animal como una encarnación de una deidad, por ejemplo, en el totemismo religioso.

## Distribución local

Plato maya con lo que parece un hombre representando al jaguar de gran poder terrenal y sobrenatural.

A lo largo de los tiempos, se han adorado localmente determinados animales, como en el Antiguo Egipto o la India.
En el Norte circumpolar, el oso es adorado en numerosos cultos, en su mayoría chamánicos. Importantes animales sagrados de las culturas cazadoras de Norteamérica son el bisonte y el caballo. Este último es también el caso de las culturas ecuestres de los nómadas de Eurasia y las culturas ecuestres indígenas de Sudamérica. 
Durante toda la prehistoria de Eurasia, en el sur de Asia, así como en el Imperio inca, se adoraba a la serpiente. En América Central y el norte de Perú se daba culto al jaguar (religión olmeca, maya y de Chavín). Es frecuente la representación del hombre-jaguar como fruto de la unión entre una mujer y un jaguar. En los templos de los Andes, aparece en formas del llamado "dios del bastón", en forma de felino erecto con brazos abiertos empuñando un bastón.
En la mitología azteca existían varios dioses que tenían un nahual o doble terrenal que solía ser un animal con quien compartía sus rasgos de carácter. Así, al dios Tezcatlipoca se podía manifestar en forma de mofeta, coyote, mono o jaguar.

## Antiguo Egipto

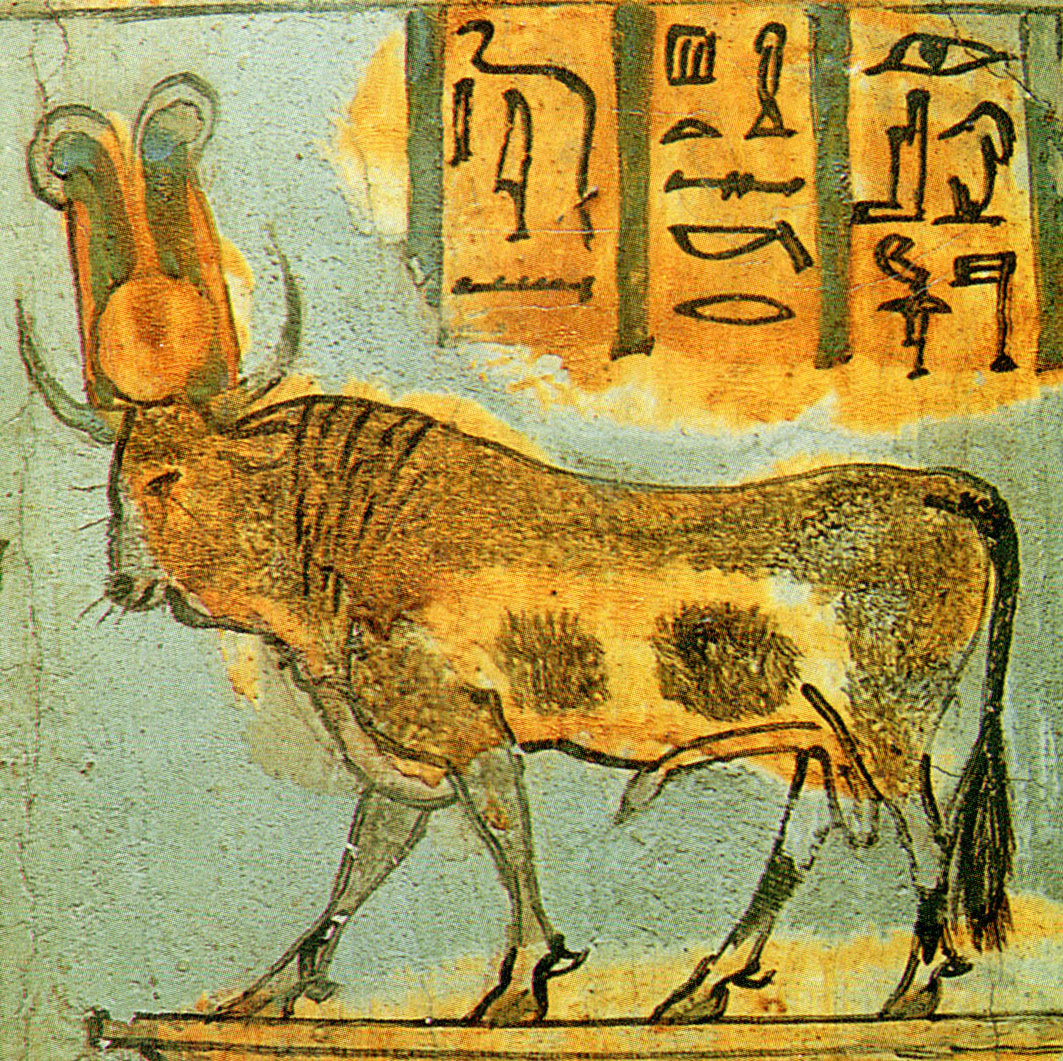
Toro Apis.

En el Antiguo Egipto tuvieron particular importancia. Su flora y fauna fueron muy apreciadas como medio de subsistencia y como manifestaciones donde se veían reflejadas las divinidades y recibieron culto en todo el territorio.
El culto a los animales en Egipto puede apreciarse en dos grupos distintos. El primero se refiere a especímenes específicos de un determinado animal, con unas marcas especiales, a los que se consideraba una encarnación terrenal de una deidad en particular o, al menos, en quien la deidad podría encarnarse. Residían en el templo de la divinidad y eran objeto de rituales con sacerdotes específicos que llegaban hasta el momento de su muerte, cuando eran enterrados ceremonialmente. Eran los llamados "animales sagrados". Existía solo uno en cada momento y servían para realizar oráculos. 
El segundo grupo son representantes de la misma especie que el animal sagrado, cuyos restos momificados podían ser ofrecidos por los peregrinos que iban a buscar el favor de una deidad. Eran los llamados "animales votivos". En este caso existen depósitos de cientos o miles de ejemplares. Los primeros están atestiguados desde los primeros tiempos, mientras que los últimos datan desde el Período tardío de Egipto.
Los animales sagrados servían como manifestaciones vivas de los dioses y diosas del panteón egipcio. Eran representados teriomórficamente (en forma de animal) como son los casos de gatos de Bastet, carneros de Jnum, vacas de Hathor, halcones de Horus, ibis y babuinos de Tot, cocodrilos de Sobek, peces de Set, chacales de Anubis , escarabajos de Jeper o toros de Apis. 

## India

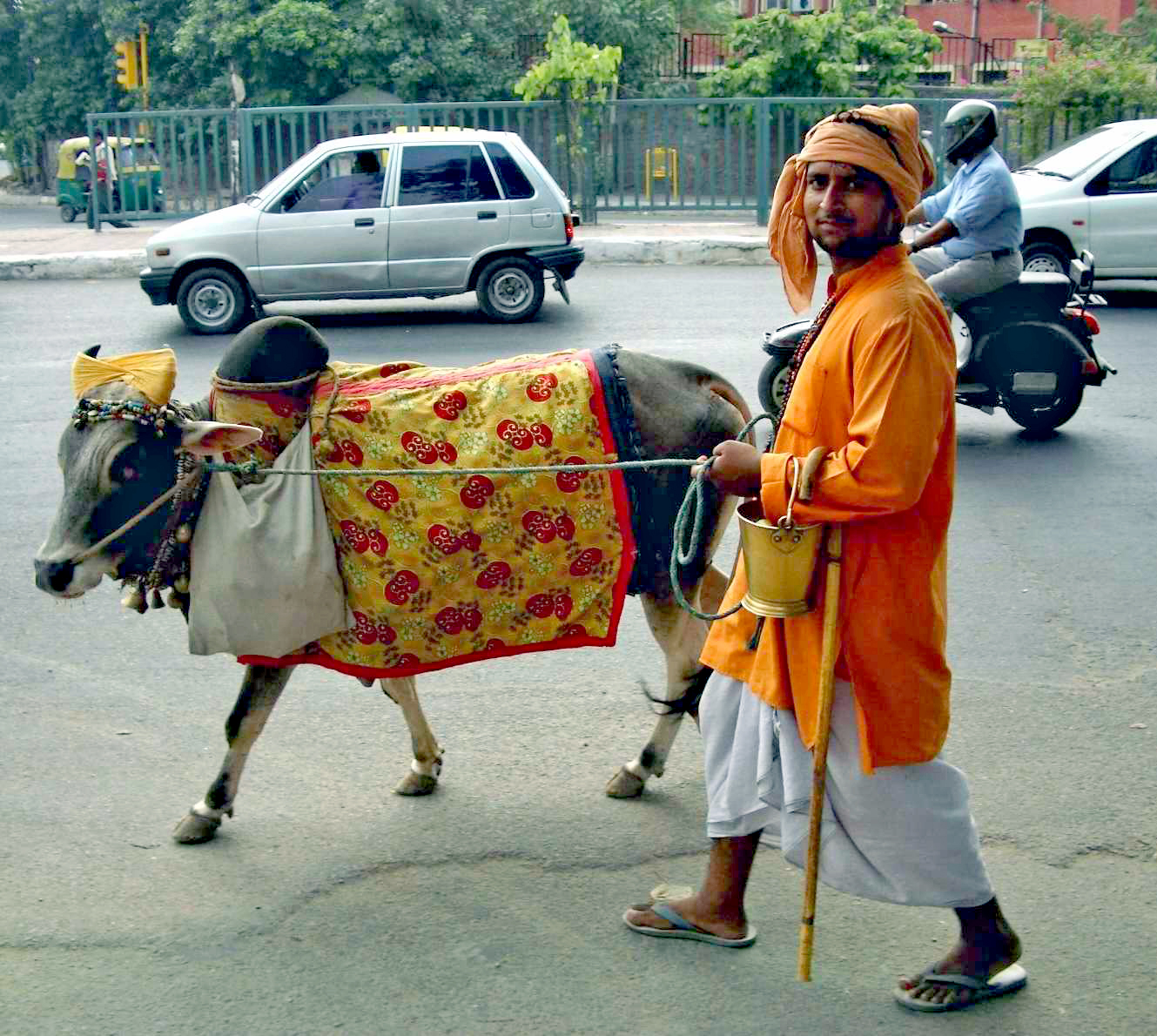
Vaca sagrada en una calle de Delhi.

Existen divinidades con apariencia animal o mixtos animal-humano. En la primitiva India ya se empezaron a adorar al toro, león, elefante o serpiente. Muchas divinidades están asociadas a uno o más animales. Todavía hoy podemos encontrar vacas sagradas en plena calle. El respeto por la vaca está muy extendido y se abstiene del sacrificio y consumo de carne.
El dios Ganesha tiene cuerpo humano y cabeza de elefante. Es uno de los dioses más querido en el hinduismo y reverenciado como removedor de obstáculos, patrono de las artes, de las ciencias y señor de la abundancia y la buena suerte. Su vájana (‘vehículo’) es una rata o bandicut gigante que representa los deseos mundanos, los cuales Ganesha es capaz de gobernar a su antojo. En el sur de la India, los templos importantes suelen tener, al menos, un elefante sagrado.
El dios mono Hánuman es muy popular y es adorado en todos los pueblos de la India. Se le suele representar en forma de mono con el pecho abierto para mostrar que lleva en su corazón a sus queridos Rama y Siva.
Hay animales que aparecen como avatares de deidades como Visnú. Su primer avatar fue el pez Matsya, el segundo, la tortuga Kurma, el tercero, el jabalí Varaha y el cuarto el hombre león Narasimha. También los animales aparecen como  vájana de muchos otros dioses.
Según la creencia budista, los humanos no merecen un trato preferencial sobre otros seres vivos. El hinduismo, que ha evolucionado a lo largo de varios siglos, llevaron a una adopción más amplia del concepto de no violencia o ahimsa como constituyente principal en los sistemas de creencias dharmicas. Se cree que los humanos y los animales son una familia y, por lo tanto, los humanos deben tratar a todas las criaturas vivientes con respeto y amabilidad. También se cree que los seres humanos se reencarnan como animales en función de sus actos o karma.

## Animales oraculares
Los animales se han utilizado con frecuencia para fines adivinatorios. Las aves son especialmente comunes en este papel, ya que por su facultad de vuelo se ofrecen a su interpretación como mensajeros entre las esferas celestes y humanas. El augurio fue una práctica muy desarrollada de presagiar el futuro con el vuelo de las aves en la antigüedad clásica. La paloma aparece como un animal oracular en la historia de Noé, y también en Tisbe (Beocia), había una paloma-oracular de Zeus. Las imágenes de animales también se han empleado a menudo en expresiones oraculares de la Antigua Grecia.
La astrología de loros es una forma de adivinación que utiliza periquitos verdes y se originó en el sur de la India y todavía se practica en los tiempos modernos. En la religión tradicional china, la tortuga es un animal oracular. 
Una tradición popular norteamericana es el Día de la Marmota, donde el 2 de febrero de cada año se usa una marmota para predecir si habrá una primavera temprana.